# Jérémy Roy (Radsportler)
Jérémy Roy (* 22. Juni 1983 in Tours) ist ein ehemaliger französischer Radrennfahrer. Er galt als angriffslustiger Allrounder.

## Werdegang
Als Juniorenfahrer wurde Roy Fünfter im Straßenrennen der Weltmeisterschaften 2001. Nachdem er bei den U23-Europameisterschaften 2003 die Silbermedaille gewonnen hatte, fuhr er als Stagiaire für das Radsportteam FDJ, bei dem er ab 2003 einen regulären Vertrag erhielt und bis zu seinem Karriereende blieb. Neben seiner Karriere als Radsportler studierte Roy am Institut national des sciences appliquées in Rennes Ingenieurwissenschaften und schloss sein Studium im Jahr 2008 mit dem Mastergrad ab.
Seinen größten Karriereerfolg erzielte Roy auf der hügeligen 5. Etappe von Paris–Nizza 2009 als er sich 7 Kilometer vor dem Ziel aus einer dreiköpfigen Ausreißergruppe mit Thomas Voeckler und Tony Martin absetzte und einen kleinen Vorsprung ins Ziel rettete.
Bei der Tour de France 2011 attackierte er häufig und gewann die Bergwertungen am Col du Tourmalet und am Col d’Aubisque. Auf der dreizehnten Etappe fuhr er bis zwei Kilometer vor dem Ziel in Lourdes an der Spitze, ehe ihn Thor Hushovd und David Moncoutié noch überholten und er Etappendritter wurde. Er trug für einen Tag das Gepunktete Trikot des Führenden der Bergwertung. Am Ende der Rundfahrt zum kämpferischsten Fahrer gewählt.
Mit Ablauf der Saison 2018 beendete Roy seine Laufbahn als Radsportler.

## Erfolge
2003
- Europameisterschaft – Straßenrennen (U23)

2009
- eine Etappe Paris–Nizza

2010
- Tro Bro Leon

2011
- Grand Prix d’Ouverture La Marseillaise
- Kämpferischster Fahrer Tour de France

2012
- eine Etappe Tour du Limousin

## Grand-Tour-Platzierungen
| Grand Tour            | 2005 | 2006 | 2007 | 2008 | 2009 | 2010 | 2011 | 2012 | 2013 | 2014 | 2015 | 2016 | 2017 | 2018 |
| --------------------- | ---- | ---- | ---- | ---- | ---- | ---- | ---- | ---- | ---- | ---- | ---- | ---- | ---- | ---- |
| Giro d’ItaliaGiro     | –    | –    | –    | 82   | –    | –    | –    | –    | –    | –    | –    | –    | 73   | 109  |
| Tour de FranceTour    | –    | –    | –    | 121  | 48   | 143  | 86   | 66   | 126  | 57   | 105  | 96   | –    | –    |
| Vuelta a EspañaVuelta | 81   | 122  | 104  | –    | –    | –    | –    | –    | –    | –    | –    | –    | –    | –    |